# Mortadha Ben Ouanes
Ahmed Mortadha Ouanes (arabisch مرتضى بن وناس; * 2. Juli 1994 in Sousse) ist ein tunesischer Fußballspieler. Der Linksverteidiger spielt beim türkischen Verein Kasımpaşa Istanbul in der Süper Lig sowie für die tunesische Fußballnationalmannschaft.

## Karriere

### Verein
Ouanes begann in der Saison 2013/14 in der ersten tunesischen Fußball Liga, bei Étoile Sportive du Sahel aus Sousse seine Profikarriere. Im Januar 2015 wurde er für ein halbes Jahr an US Monastir ausgeliehen, wo er nur ein Ligaspiel bestreiten konnte. Zwischen 2015 und 2018 stand Ben Ouanes beim nordtunesischen Verein Club Athlétique Bizertin unter Vertrag. Dort erzielte Ben Ouanes insgesamt fünf Tore in der Liga. 2018 wechselte er wieder zu Étoile zurück. In der Saison 2019/2020 erzielte Ben Ouanes vier Ligatore für Étoile. Er spielte außerdem in der CAF Champions League, welcher der wichtigste afrikanische Vereinsfußballwettbewerb ist, im CAF Konföderationen-Pokal, welcher der zweitwichtigste afrikanische Vereinsfußballwettbewerb ist und im CAF Super Cup.

### Nationalmannschaft
Sein Debüt für die tunesische Nationalmannschaft gab er am 21. September 2019 in einem Freundschaftsspiel gegen die libysche Fußballnationalmannschaft. Dieses Spiel wurde in der Qualifikation für den Africa-Cup 2020  mit 1:0 gewonnen.